# Vragočanica
Vragočanica (em cirílico: Врагочаница) é uma vila da Sérvia localizada no município de Valjevo, pertencente ao distrito de Kolubara. A sua população era de 322 habitantes segundo o censo de 2011.

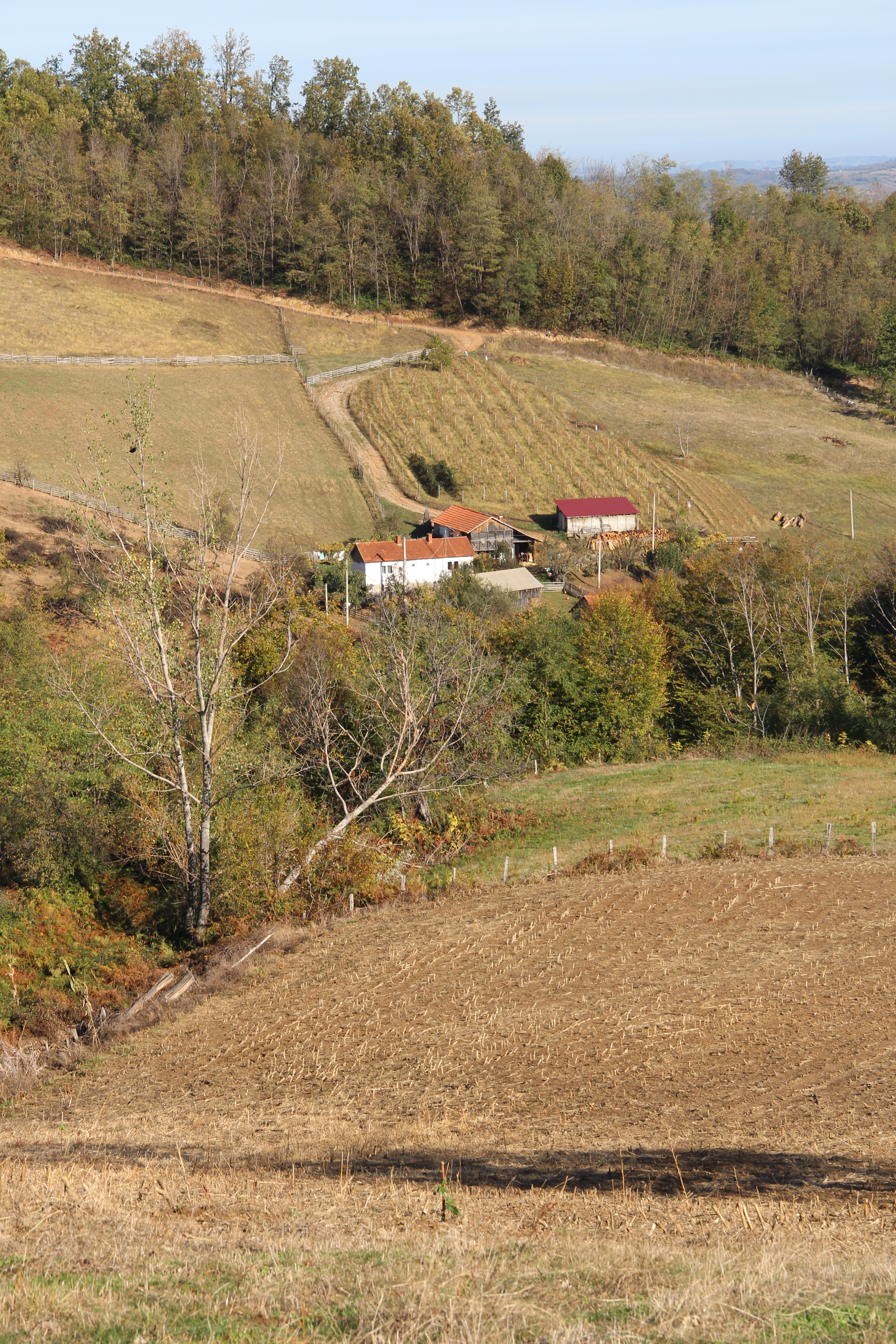
Vragočanica - panorama
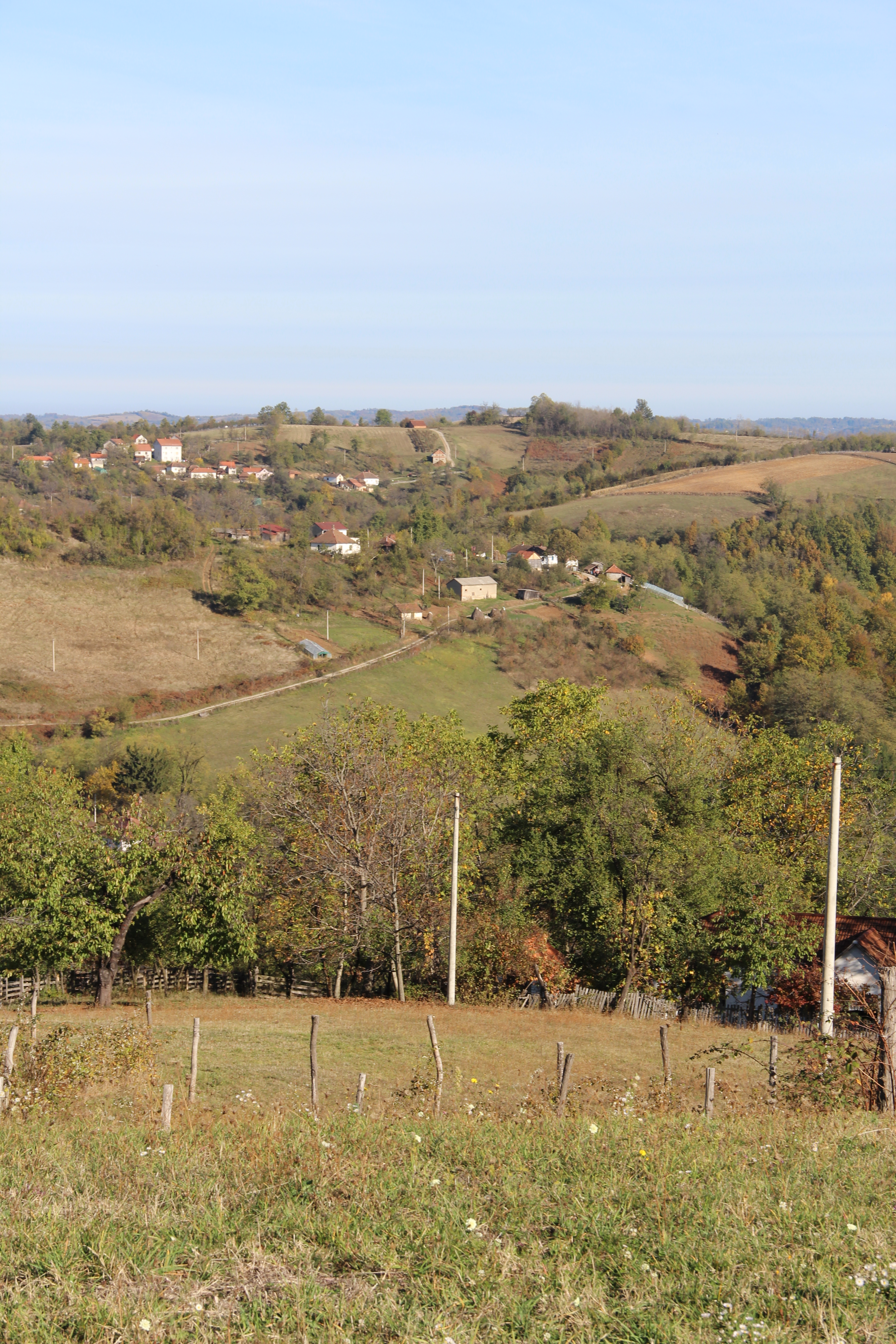
Vragočanica - panorama
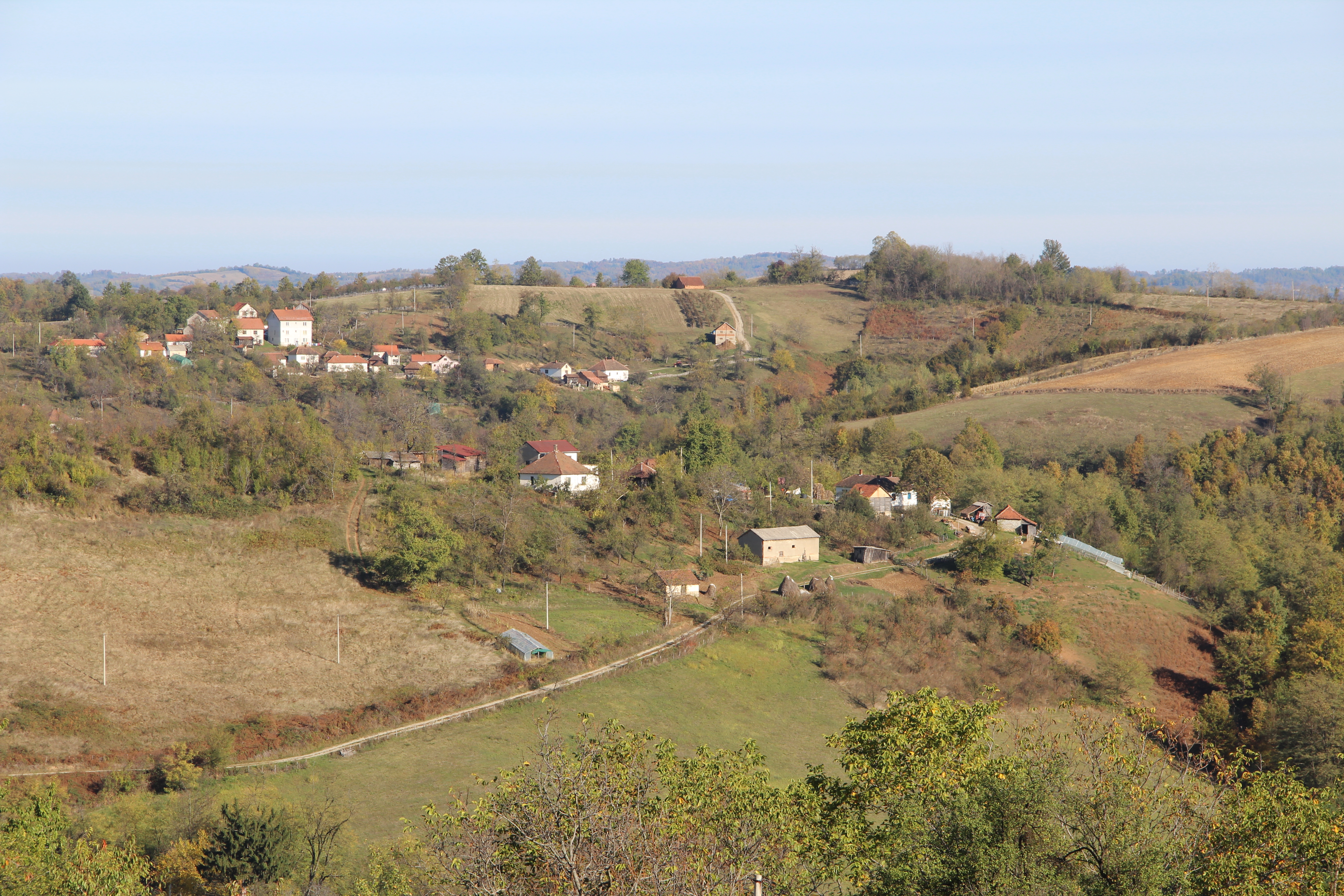
Vragočanica - panorama
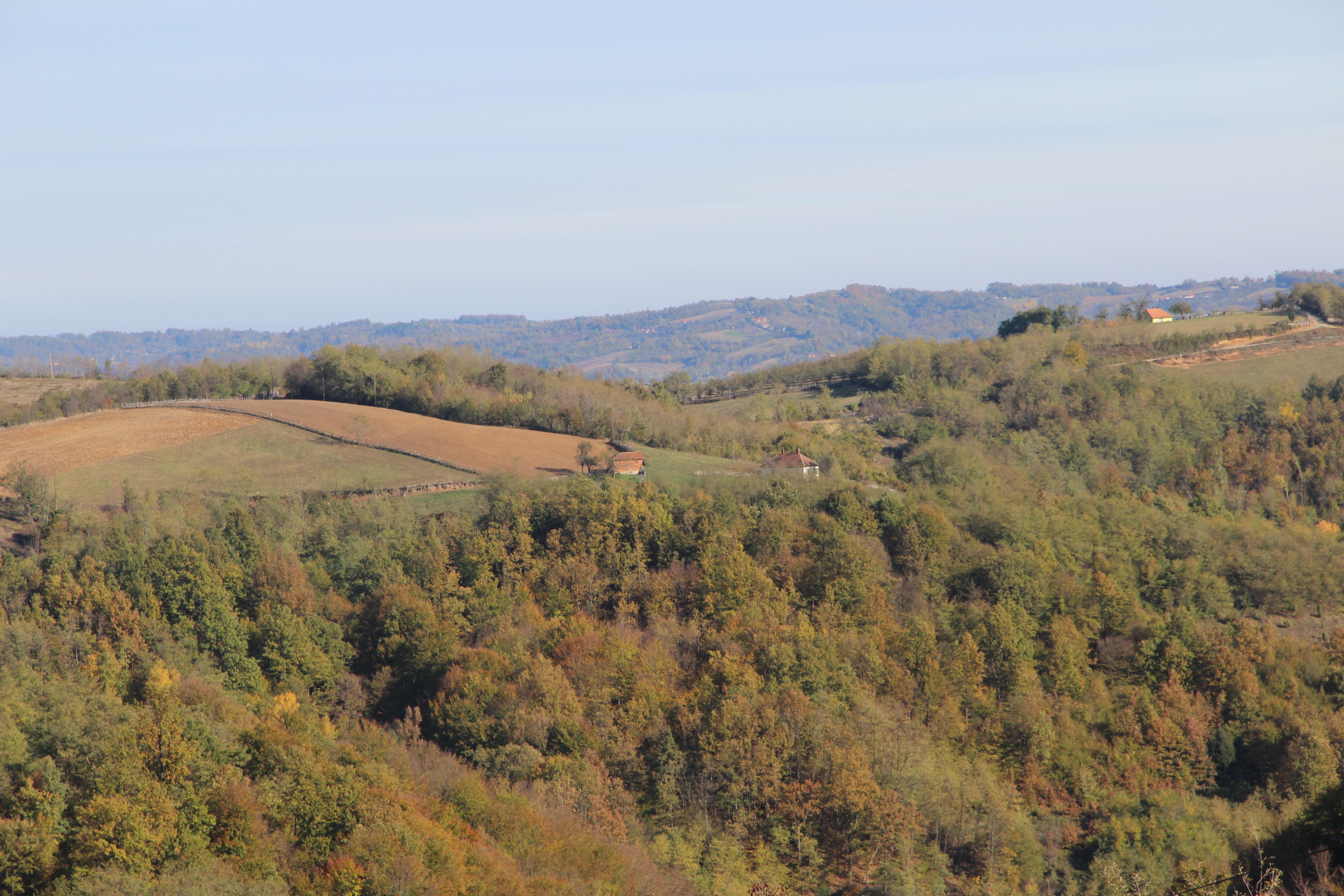
Vragočanica - panorama
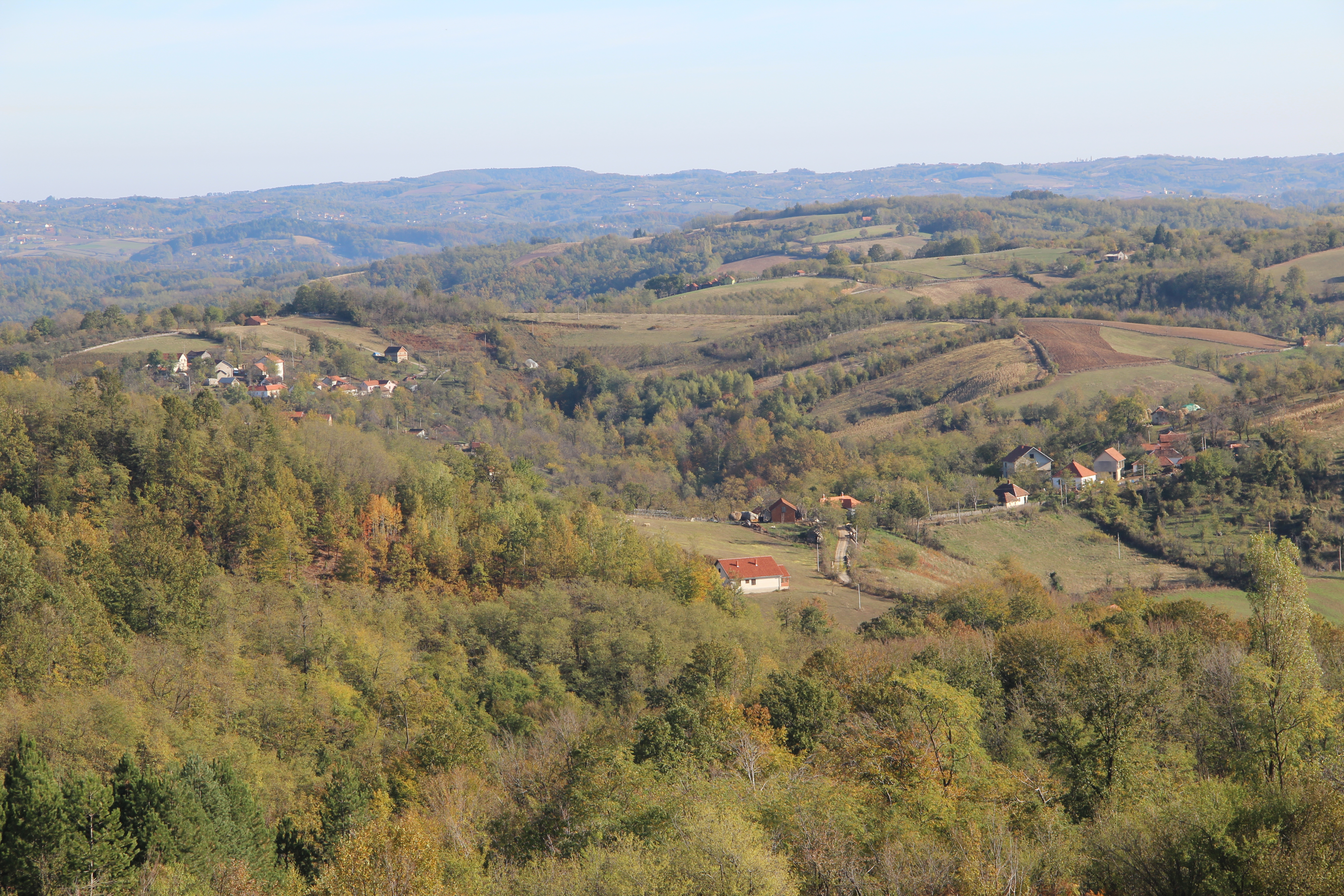
Vragočanica - panorama
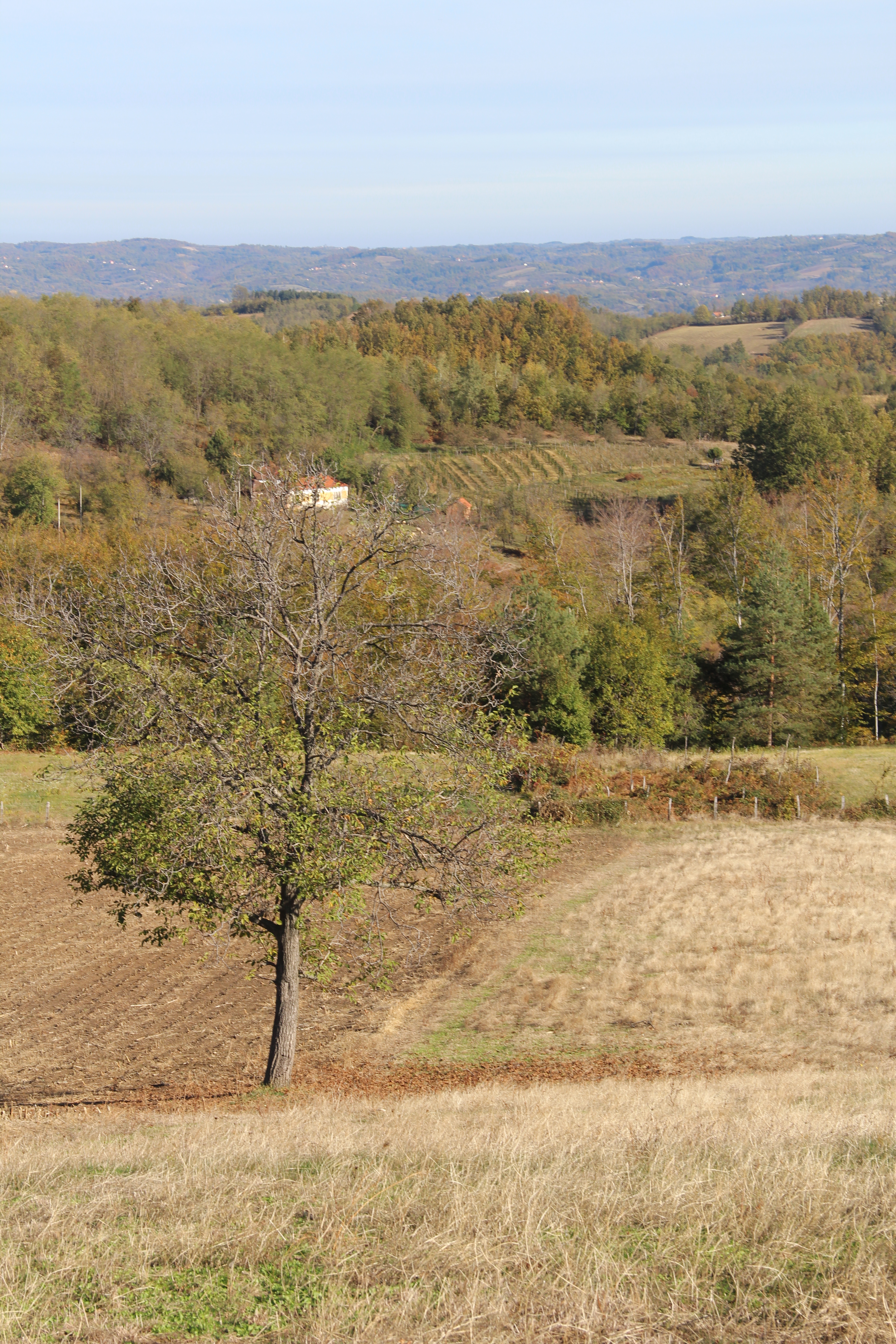
Vragočanica - panorama
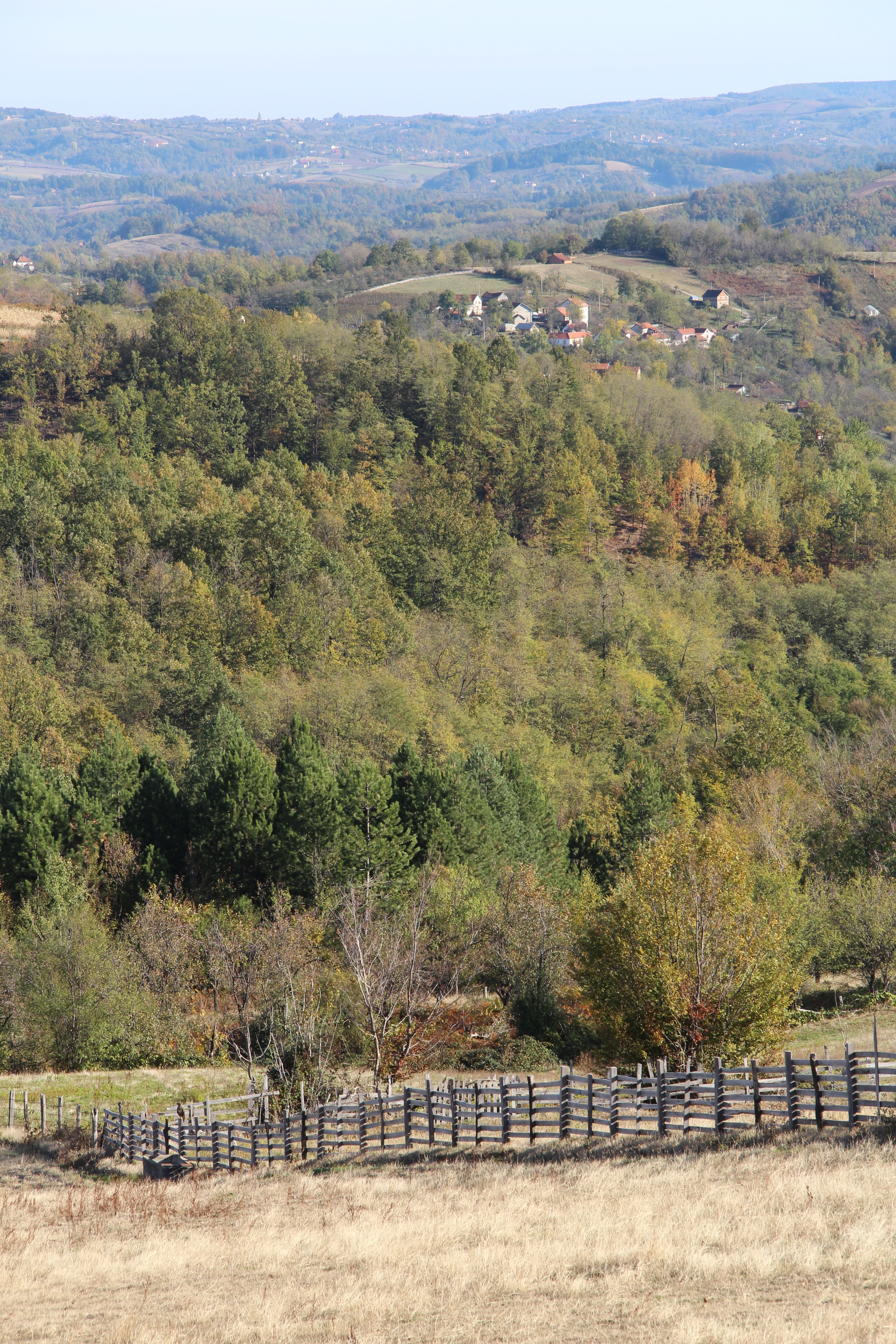
Vragočanica - panorama

## Demografia
| 1948 | 1953 | 1961 | 1971 | 1981 | 1991 | 2002 | 2011 |
| ---- | ---- | ---- | ---- | ---- | ---- | ---- | ---- |
| 973  | 957  | 860  | 749  | 618  | 492  | 417  | 322  |